# SS Germanic
El SS Germanic fue un transatlántico británico construido en los astilleros de Harland and Wolff en 1875, y operado por la compañía naviera White Star Line. Más tarde, este buque fue operado por otras empresas navieras bajo los nombres Ottawa, Gul Djemal y Gulcemal. El Germanic tenía un hermano gemelo, el SS Britannic.

## Historia

### Germanic
El Germanic fue botado al mar el 15 de julio de 1874, y su equipamiento fue concluido a principios de 1875. El buque era propulsado por una hélice, teniendo también cuatro mástiles. Partió en su viaje inaugural el 30 de mayo de 1875, sustituyendo al RMS Oceanic, de la propia White Star Line.
En julio de 1875, durante una travesía en sentido este, el Germanic estableció un récord de velocidad transatlántica, navegando a una velocidad de 15,75 nudos, cruzando el océano Atlántico en siete días; gracias a esto, recibió la Banda Azul. En febrero de 1876, el barco batió su propio récord. En un viaje posterior, cuando el Germanic estaba en el sur de Irlanda, se le cortó el eje de su hélice, teniendo que navegar hacia Waterford como un barco velero.

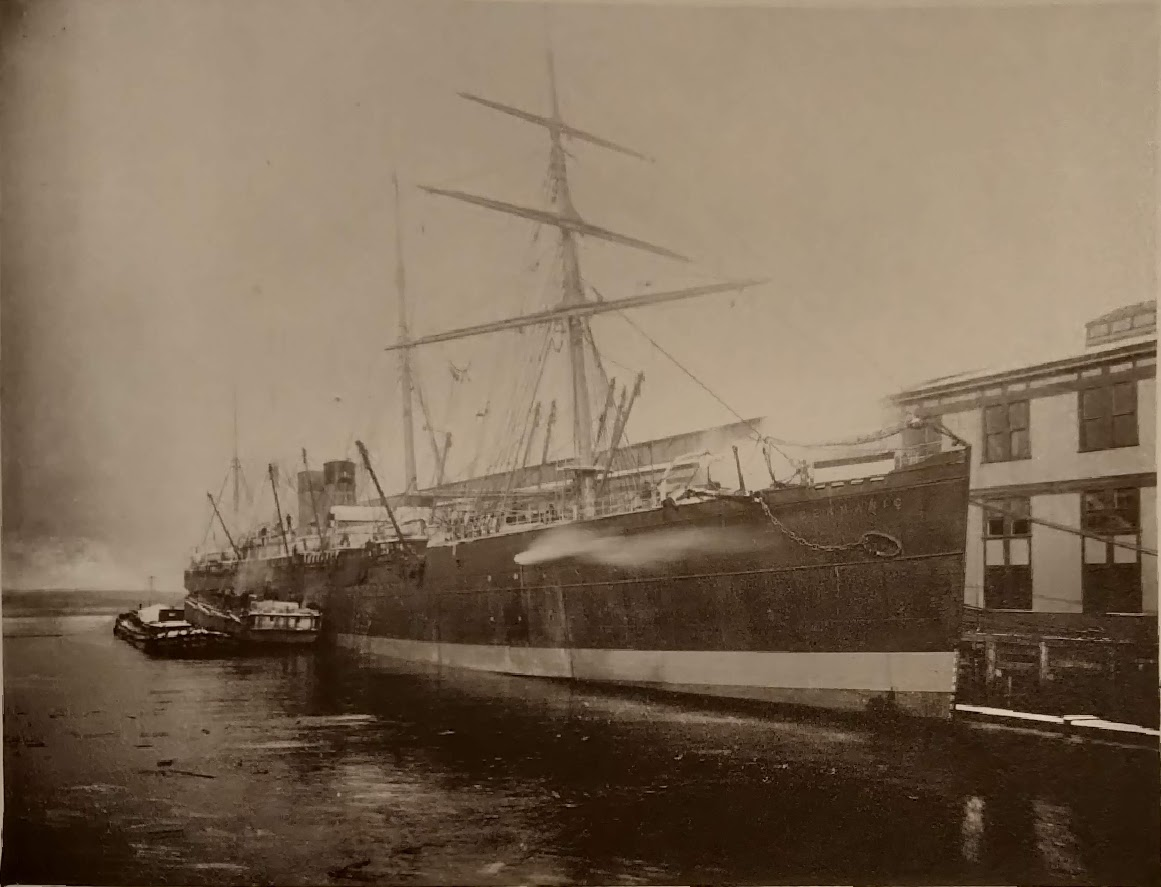
el Germanic atracado en Nueva York c.1890

En 1895, el Germanic pasó por una reforma, siendo instalado un motor de vapor de triple expansión. El 13 de febrero de 1899, cuando estaba anclado en el muelle de la White Star Line en Nueva York, una ventisca hundió al Germanic, lo que hizo que tuviese que ser reflotado y enviado a Harland and Wolff, donde fueron realizadas las reparaciones.

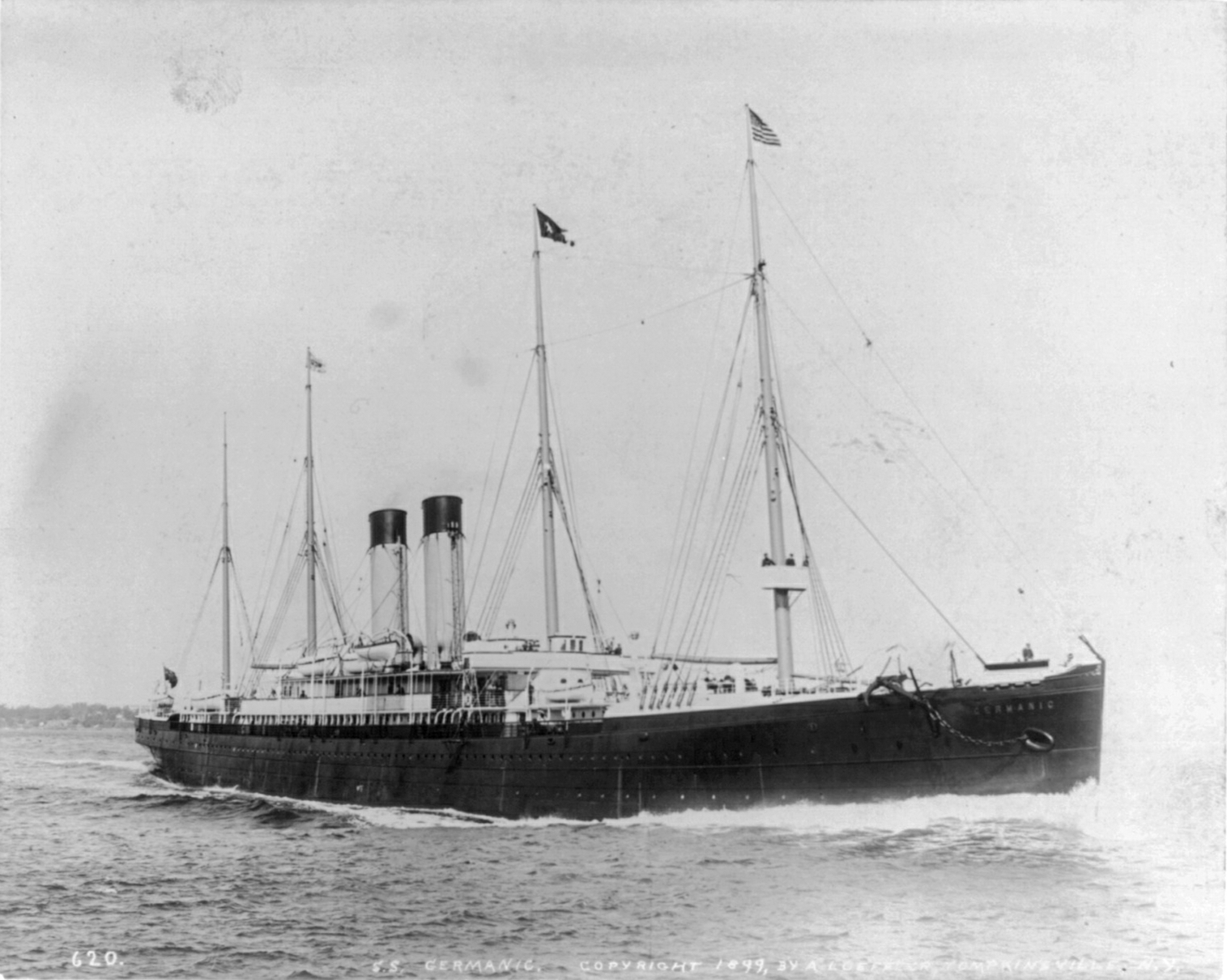
el Germanic tras su remodelación de 1895, se le incluirían embudos más altos, una cubierta adicional y falta de aparejos

### Ottawa
El 3 de septiembre de 1903, el Germanic hizo su última travesía para la White Star. En 1904 fue vendido a la American Line, una de las empresas pertenecientes a la International Mercantile Marine Company. En 1905, el Germanic fue rebautizado como Ottawa. Durante los siguientes cuatro años, el Ottawa navegó en aguas canadienses, realizando viajes entre Quebec y Montreal.

### Gul Djemal
En 1910, el gobierno de Turquía adquirió el buque, y pasó a formar parte de una flota de cinco barcos. Dejó Liverpool por última vez el 15 de mayo de 1911, navegando como Gul Djemal. Pocos meses después, el barco transportó soldados turcos durante una guerra en Yemen. Cuando la Primera Guerra Mundial comenzó, el Gul Djemal sirvió como un buque de tropas, transportando tropas hacia la península de Galípoli. El 3 de mayo de 1915, transportaba más de 4000 soldados, cuando fue torpedeado por el submarino británico HMS E14. El barco se hundió parcialmente, permaneciendo fuera del agua solamente la cubierta superior, y la mayoría de los pasajeros y tripulantes a bordo perdieron la vida. El buque fue reflotado antes del final de la guerra y volvió a transportar tropas. 

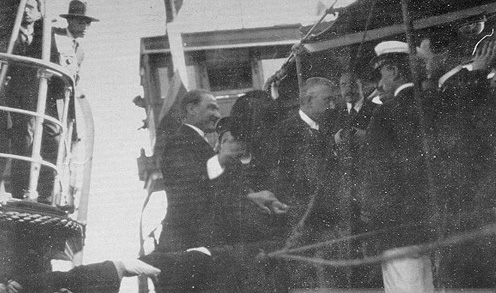
el presidente turco Mustafa Kemal Atatürk embarcando en el Gul Djemal en 1926

Después de la guerra, el Gul Djemal fue transferido a la American Line, y pasó a transportar inmigrantes con destino a los Estados Unidos, realizando su primer viaje el 10 de octubre de 1921. Más tarde, navegó por el mar Negro.

### Gülcemal
En 1928 fue transferido a la Turkiye Seyrisefain Idaresi, que lo renombró Gülcemal. En 1931, el barco se accidentó en el mar de Mármara. El Gülcemal sobrevivió a la Segunda Guerra Mundial, aunque no desempeñó ningún papel notable. En 1950 fue convertido en un barco hotel. El 29 de octubre de ese mismo año fue transferido a Mesina (Italia), donde fue desguazado. Estuvo en servicio durante 75 años, sobreviviendo a las dos guerras mundiales.

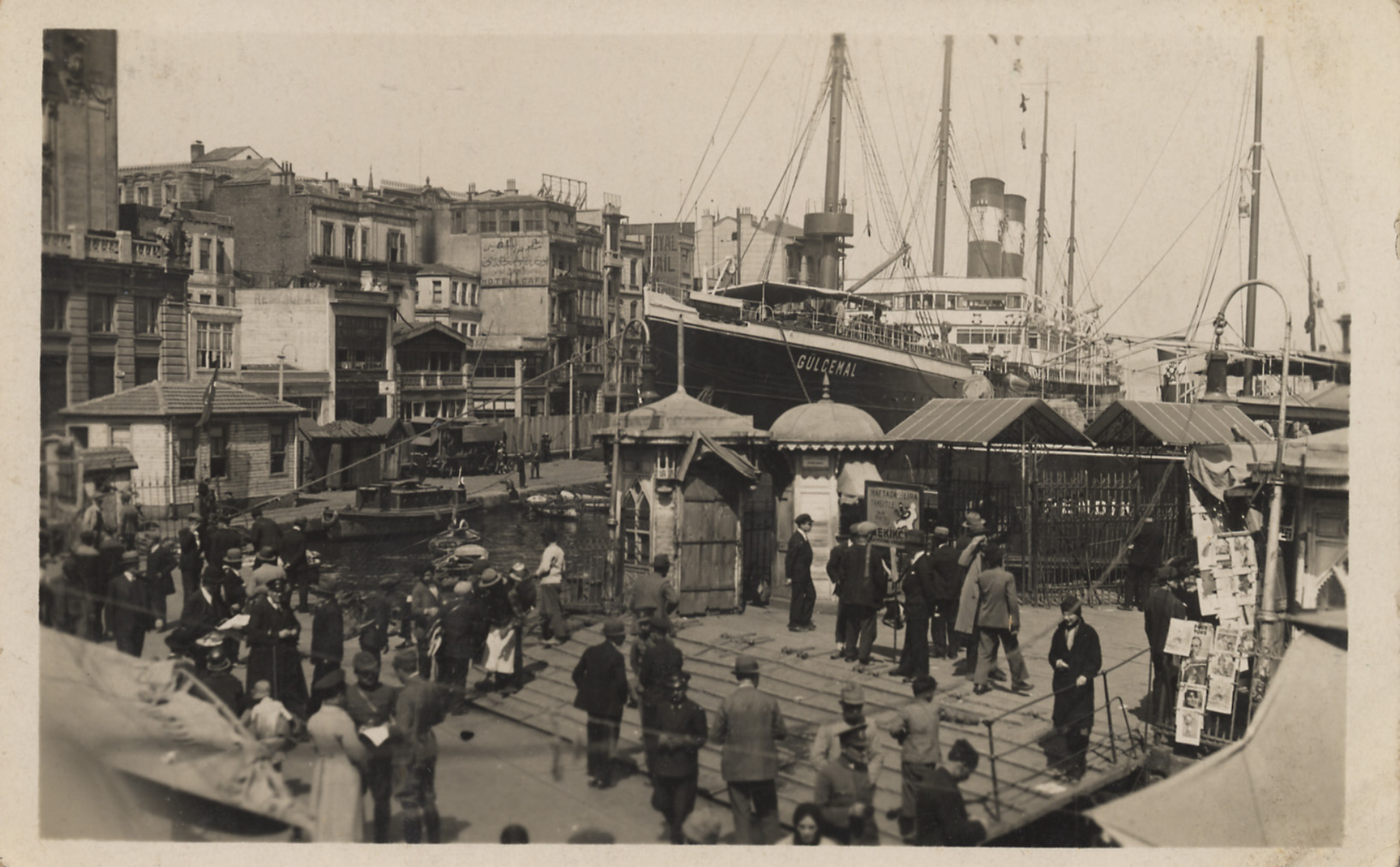
el Gülcemal atracado en Karaköy, Estanbul (foto estimada entre 1928 y 1937)